# 勒茨韦勒-诺肯塔尔
勒茨韦勒-诺肯塔尔（德語：Rötsweiler-Nockenthal）是德国莱茵兰-普法尔茨州的一个市镇。总面积3.21平方公里，总人口465人，其中男性235人，女性230人（2011年12月31日），人口密度145人/平方公里。